# Прапор Нової Українки
Прапор Нової Українки — офіційний символ села Нова Українка, Рівненського району Рівненської області, затверджений 26 листопада 2021 р. рішенням сесії Олександрійської сільської ради.
Автори — А. Гречило та Ю. Терлецький.

## Опис
Квадратне полотнище, яке складається з трьох горизонтальних смуг — червоної, чорної та жовтої та синьої (співвідношення їхніх ширин рівне 1:1:6), посередині червоної і чорної — білий лапчастий хрест, на жовтому полі — зелений вінок із десятьма квітками з червоними пелюстками та жовтими осердями.

## Значення символів
Вінок із квітами розкриває сучасну назву – Нова Українка. Червоно-чорні смуги та хрест розповідають про важливу подію в історії поселення — визволення в березні 1943 року підрозділами УПА в’язнів німецького концтабора в Осаді Креховецькій. Хрест також підкреслює знаходження села на Волині.